# Midea saturatalis
Midea saturatalis là một loài bướm đêm trong họ Noctuidae.